# Tâche ménagère
Une tâche ménagère ou tâche domestique est une activité pratiquée à domicile pour l'entretien ou le fonctionnement du logement d'un ménage.
Les tâches ménagères sont le plus souvent réalisées par les occupants du logement, mais certaines peuvent être déléguées à un tiers contre rémunération.
Les tâches ménagères relèvent de l'économie domestique.

## Typologie

### Entretien du linge de maison
L'entretien des textiles ou entretien du linge, aussi appelé lessive, comprend le lavage et d'autres tâches. Les processus de lavage sont souvent effectués dans une pièce réservée à cet effet ; dans un espace public on a parlé de buerie, de laverie ou de lavoir. Dans une maison individuelle, on parle de buanderie (en anglais la laundry room ou l’utility room). Un immeuble d'habitation ou une résidence étudiante peut avoir une buanderie commune telle, une tvättstuga (en). Une entreprise autonome est appelée laverie automatique (Self-service laundry, laundrette en anglais britannique ou laundromat en anglais américain). Le matériel qui est lavé ou a été lavé, est également généralement appelé « lessive » (en anglais le matériel qui est lavé - washed ou laundered est appelé laundry).
- La lessive est suspendue pour sécher au-dessus d'une rue italienne.
- Une laverie libre-service à Paris.
- Une femme prenant soin du linge qui sèche à La Havane. Janvier 2011.

### Lavage de la vaisselle
La vaisselle, en forme longue le lavage de la vaisselle, est une tâche ménagère consistant à laver à la main, avec de l'eau et généralement du savon ou du liquide vaisselle, les plats, couverts de table et ustensiles de cuisine salis lors d'un ou plusieurs précédents repas.

## Aspect sociétal
En France, il existe de nombreuses inégalités dans le partage des tâches ménagères, qui sont majoritairement effectuées par des femmes.